# 双继承理论
双继承理论又稱基因文化共演化（gene-culture coevolution）是1960年代至1980年代初期发展起来的一種理論，該理論認為人的行为是在基因演化和文化演化相互作用下的产物。 